# Merouana
Merouana (en chaoui : Tamerwant ; en arabe : مروانة), anciennement Lamasba à l'époque antique puis Corneille à l'époque française, est une commune de la wilaya de Batna, dans la région des Aurès, située à environ 40 km au nord-ouest de Batna. Merouana est surnommée la perle de Belezma.

## Géographie

### Relief
La région de Merouana est une zone sismique, d'où l'existence d'un centre pour prévenir les tremblements de terre.

### Situation
Le territoire de la commune de Merouana est situé au centre de la wilaya de Batna.
| Talkhamt | Ksar Bellezma | Ksar Bellezma |
| Lemsane  | Merouana      | Oued El Ma    |
| Taxlent  | Hidoussa      | Hidoussa      |

### Localités de la commune
La commune de Merouana est composée de 8 localités :
- Ali Nemeur
- Charf El Aïn
- Draa Tine
- El Ghirane
- El Hanchira
- El Hannacher
- Agradou
- Merouana Centre
- Ouled Bouziane

## Histoire

### Antiquité
Durant la période romaine la cité de Lamasba se trouvait à l'emplacement de Merouana.

### Époque coloniale française
La ville antique de Lamasba a été decouvert en 1877 par Masqueray.

### Guerre d'Algérie
Pour un article plus général, voir Guerre d'Algérie.

### Époque de l'Algerie indépendante
Pour un article plus général, voir Protestations algériennes de 2011.

#### Contestations populaires de 2011
Le 7 janvier 2011 dans la commune de Merouana, une dizaine de jeunes ont pris d'assaut l'agence commerciale de Sonelgaz et L'antenne locale de l'agence nationale de l'emploi ont été totalement saccagée. la route reliant le chef-lieu de commune a Ali Nemer a été barré, et des habitants de la cité des 800 Logements ont bloqué la route nationale 86 entre Merouana et Ras El Aioun.

## Économie
- Une usine de fabrication d'ustensiles en aluminium.
- Une usine de fabrication de mobilier scolaire et Universitaire.
- Une usine agroalimentaire de production de biscuits.

## Population
Le tissu ethnique de la population locale est diversifiée; il y a les Chaouis dans leur majorité mais aussi des Kabyles et Arabes. La majorité de la population chaouie est issue des tribus: les Ayth Fatma, Ayth Soltane, les Ayth Sellam et les Ihidousen.

### Pyramide des âges
| Hommes | Classe d’âge | Femmes |
| ------ | ------------ | ------ |
| 0,61   | 80 ans et +  | 0,54   |
| 1,38   | 70 à 79 ans  | 1,33   |
| 1,83   | 60 à 69 ans  | 1,96   |
| 3,41   | 50 à 59 ans  | 3,25   |
| 5,54   | 40 à 44 ans  | 5,79   |
| 6,86   | 30 à 39 ans  | 7,32   |
| 10,42  | 20 à 29 ans  | 10,7   |
| 11,05  | 10 à 19 ans  | 10,67  |
| 8,74   | 0 à 9 ans    | 8,52   |
| 0,04   | nd           | 0,05   |

| Hommes | Classe d’âge | Femmes |
| ------ | ------------ | ------ |
| 0,49   | 80 ans et +  | 0,48   |
| 1,21   | 70 à 79 ans  | 1,23   |
| 1,77   | 60 à 69 ans  | 1,8    |
| 3,43   | 50 à 59 ans  | 3,37   |
| 5,04   | 40 à 49 ans  | 5,25   |
| 6,80   | 30 à 39 ans  | 6,88   |
| 10,74  | 20 à 29 ans  | 10,39  |
| 11,29  | 10 à 19 ans  | 10,84  |
| 9,69   | 0 à 9 ans    | 9,25   |
| 0,02   | nd           | 0,03   |

### Évolution démographique
| 1966   | 1977   | 1984   | 1998   | 2008   |
| ------ | ------ | ------ | ------ | ------ |
| 12 802 | 16 782 | 20 000 | 34 788 | 38 656 |

## Administration et politique

### Santé
Merouana est doté d'un centre médicopédagogique pour les enfants handicapés (inadaptés mentaux et trisomiques) d'une capacité de 220 places pédagogiques, d'un établissement public hospitalier non universitaire (EPH) appelé Ali Nemer créé en 1972, d'une capacité de 120 lits, et d'une maternité Eph Ziza Massika d'une capacité de 84 lits.

## Patrimoine

### Patrimoine archéologique
Dans la commune on trouve les ruines de l'ancienne Lamasba. On y trouve aussi une cité Berbère prehistorique, entaillée dans un monticule au lieu-dit Zlima à 3 km au sud de Mérouana. Des tombeaux Berbères sont retrouvés récemment sur le contrefort nord du mont Fakhra.

### Mérouana dans la littérature
Mérouana est le but du périple raconté par la BD de Olivia Burton et Mahi Grand ; L’Algérie c’est beau comme l’Amérique ; 2015.

## Sport
L'équipe de football de Merouana, est l'Amel baladiet de Merouana (ABM), créée en 1933. Elle évolue en championnat professionnel Division Nationale 2. Pour la saison sportive 2010/2011, le club a été professionnalisé,. Le second club local est : l'Association Sportive Cité Ali N'mer (ASCAN) créée en 1975 et qui évolue en Régionale 2. 
La commune compte un seul stade (le stade communal des Frères Ben Sassi), et une piscine.

## Personnalités liées à la commune
- Ammar Negadi, militant auressien du mouvement berbère membres de l'Académie berbère de France est née à Merouana.
- Markunda, chanteuse de musique chaouie, née à Mérouana.
- La reine Fatma Tazoughert est née à Merouana en 1544.
- Ziza Massika, est une personnalité algérienne qui s'est distinguée durant la guerre d'Algérie, est née à Mérouana.
- Nadjem Lens Annab, est un footballeur belge originaire de Mérouana.
- Djabir Naamoune, footballeur algérien, est né à Merouana.